# Santralİstanbul
Santralİstanbul (Nederlands: Elektriciteitscentrale Istanbul) is een cultureel centrum in Istanbul, Turkije. Het complex van 118.000 m² heeft onder andere een museum voor moderne kunst, een energie-museum, een theater, concertzalen en een bibliotheek. Het centrum omvat meerdere gebouwen op de campus van de Istanbul Bilgi Universiteit, in de punt van de Gouden Hoorn in het Eyüp district van Istanbul. De gebouwen maken deel uit van de voormalige Silahtarağa elektriciteitscentrale, de eerste centrale van het Ottomaanse Rijk, die van 1914 tot 1983 stroom heeft gegenereerd voor de bevolking van Istanbul. In 2007 werd het gerenoveerde complex heropend voor het publiek. Het museum voor moderne kunst heeft een oppervlakte van 7.000 m², in twee gebouwen die zijn gebouwd op de funderingen van twee gebouwen van de elektriciteitscentrale. De openbare bibliotheek is gehuisvest in twee van de oorspronkelijke ketelhuizen. Verder zijn er in het complex ook appartementen voor studenten opgenomen en een discotheek.